# Портиџвил (Мисури)
Портиџвил (енгл. Portageville) град је у америчкој савезној држави Мисури.

## Демографија
По попису из 2010. године број становника је 3.228, што је 67 (-2,0%) становника мање него 2000. године.
| Група             | 2000.         | 2010.         |
| Белци             | 2.687 (81,5%) | 2.519 (78,0%) |
| Афроамериканци    | 539 (16,4%)   | 612 (19,0%)   |
| Азијати           | 10 (0,3%)     | 6 (0,2%)      |
| Хиспаноамериканци | 27 (0,8%)     | 28 (0,9%)     |
| Укупно            | 3.295         | 3.228         |